# Yeak Laom (jezero)
Yeak Laom (kmerski: បឹងយក្សឡោម, Bœ̆ng Yôks Laôm [ ɓəŋ jĕək laom ]) je vulkansko kratersko jezero i turističko odredište u općini Yeak Laom, općina Banlung, provincija Ratanakiri, u sjeveroistočnoj Kambodži. Nalazi se oko 5 km južno od grada Banlunga, glavnog grada pokrajine, i nalazi se u zaštićenom području. Jezero Yeak Laom je 2012. izabrano među 15 najljepših kraterskih jezera na svijetu.

## Geologija
Jezero je stvoreno vulkanskom erupcijom prije otprilike 700.000 godina. Obala jezera Yeak Laom tvori gotovo savršen krug. Promjera je 800 metara, a duboka oko 48 metara. Svoj oblik i dubinu duguje vulkanskom podrijetlu. 

## Lokalna vjerovanja
Prema tampuanskom folkloru, jezero je nastalo tako što je div kopao jamu kako bi uzeo svoju lijepu kćer od udvarača s kojim je pobjegla. Kiša je ispunila jamu, stvorivši jezero.
Jezero i šumsko područje imaju duhovno značenje za narod Tampuana, koji obavlja obredne ponude tijekom žetve, sadnje ili obiteljske bolesti.

## Klima
Kišna sezona u Banlungu traje od svibnja do listopada, dok su suha razdoblja od prosinca do veljače. U prosjeku je najtopliji mjesec travanj, a najhladniji mjesec siječanj. Srpanj je najkišovitiji mjesec, dok je siječanj najsušniji.

## Turistička djelatnost
Yak Loam je popularno turističko odredište, udaljeno samo 10 minuta vožnje automobilom ili tuktukom od grada Banlunga . Jezero je okruženo šumskim pojasom, a čista smaragdna voda koristi se za kupanje uz osigurane prsluke za spašavanje. Staza duga 3 kilometra kruži oko jezera, s malim muzejom koji nudi uvid u tampuansku kulturu. Trgovine s rukotvorinama koji prodaju suvenire brdskih plemena koja žive u blizini nalaze se na ulazu, a za fotografiranje se mogu unajmiti etno nošnje. Brdska plemena također prodaju saće svježeg meda, rižino vino, sušenu govedinu, divlje voće i druge grickalice. Ulaznica je 0,25 USD za državljane Kambodže i 2 USD za međunarodne posjete. Hrana se može donijeti izvana ili se kupiti na štandovima.

## Zaštićeno područje i upravljanje
Prije 1995. godine, utjecaji otpadaka i poljoprivrede na okoliš su se povećavali. Te su godine pokrajinske vlasti i Međunarodni razvojni istraživački centar (UK) započeli aktivnosti zaštite okoliša i obrazovanja sa zajednicom Tampuen oko jezera, a sama zajednica preuzela je projekt 1997.
Guverner pokrajine Ratanakiri odobrio je 25-godišnji sporazum lokalnoj zajednici Tampuen za upravljanje jezerom i okolnim područjem. Prava autohtonog stanovništva na zemlju izričito su uključena u zakone o zemljištu uvedene 2001. Osnovan je Odbor za turizam u zajednici od deset starješina s jednim muškarcem i jednom ženom iz svakog od pet sela Tampuena u tom području, pri čemu ovaj odbor nadzire aktivnosti s prihodima od startnine koji se vraćaju u potporu zajednici i stalnu zaštitu jezero i okolna šuma. Vodiči Tampuena organiziraju obilaske prirode oko jezera, a članovi zajednice izvode tradicionalni ples kako bi prikupili novac za razvoj zajednice. 
Pododlukom Ministarstva okoliša iz 2018. uspostavljeno je višenamjensko područje Boeng Yeak Laom koje obuhvaća 36,2 hektara, što uključuje jezero i okolni obruč šume.